# トレディフリン郡区 (ペンシルベニア州チェスター郡)
トレディフリン郡区（英: Tredyffrin Township）は、アメリカ合衆国ペンシルベニア州東部のチェスター郡のタウンシップ（郡区）である。2010年の国勢調査での人口は29,332人だった。ヨーロッパ人が入植したのは17世紀の後半だった。町名はウェールズ語で「トレ（町）」とディフリン（バレー）を合わせたものである。デラウェア郡とモンゴメリー郡に接する位置にある。領域内にはバレーフォージ国定歴史公園があり、アメリカ独立戦争のときにジョージ・ワシントンの大陸軍が冬季宿営を行った場所である。トレディフリンとグレートバレーの全体には多くの石灰岩層がある。
トレディフリン・タウンシップの中にある地区としては、チェスターブルック、ストラフォード、パオリの一部、ウェインの一部がある。トレディフリンに隣接する自治体はイーストタウン・タウンシップ、イーストホワイトランド・タウンシップ、ウィリスタウン・タウンシップ、チャールズタウン・タウンシップ、アッパー・メリオン・タウンシップ、ラドナー・タウンシップ、スクールカル・タウンシップがある。

## 歴史
1684年3月13日、ウィリアム・ペンがペンシルベニアの一部をウェールズ人が入植するために取っておくことにした。この地域はウェールズ・トラクトと呼ばれ、1684年に測量され、トレディフリンを初め現在のタウンシップ幾つかとなっている。ウェールズ・トラクトは当初自治を行う政体が意図されたが、チェスター郡が創設された1685年にチェスター郡とフィラデルフィアの間で分割され、ウェールズ出身者はチェスター郡当局に従うことになった。1707年、トレディフリンはタウンシップとして法人化された。この名称はウェールズ語で町を意味する「トレ」と広く耕作されたバレーを意味する「ディフリン」を合わせたものである。トレディフリンは急速に発展繁栄した。1710年、現在のノースバレー道路沿いで町内で最初の工場をトマス・ジャーマンが操業開始した。町内で最初期の道路であるスウェズフォード道路は1718年に建設された。
1722年の土地所有住人が30人だったものが1774年には83人となり、タウンシップの人口が成長すると、宗教心の篤い住人からの要求に合わせるために教会が建設された。1710年、バプテストの牧師ヒュー・デイビスがイギリスからグレートバレーに移って来たときには、そこにバプテストの数家族がおり、1711年4月22日にグレートバレー・バプテスト教会が結成された。この教会員は当初ラドナーで集会を開いていた。しかし、1722年までには教会員も増えてきており、そのためにトレディフリンでも丸太造りの建物が建設された。1714年、グレートバレー長老派教会も出発した。チェスターでは初の長老派教会だった。1720年に教会の建物が建てられ、その後の73年間使用された。1714年にはまたクエーカー・ハバフォード月例集会（1684年4月に設立されていた）がグレートバレーに住む教会員がひと月置きにトレディフリンで集会を開くことを認め、それはバレー集会と呼ばれた。1700年には聖公会の教会も建設された。
トレディフリンの中にはバレーフォージ国定歴史公園が入っているので、アメリカ独立戦争に関わる場所が多い。特に様々な将軍が宿舎とした公園や家屋である。
19世紀にはペンシルバニア鉄道本線の建設と宣伝によって町の発展が加速された。鉄道は町の西側境界に跨るパオリで停まった。
トレディフリン・イーストタウン教育学区は20世紀前半に人種統合されたことで特異だった。1932年、教育学区は新しい学校を建てたあとで人種分離する考えだったが、アフリカ系アメリカ人がこれに抗議して2年間学校体系をボイコットした（学校闘争）。1934年、学校を人種統合させたままにすることが話し合いで決まり、ペンシルベニア州における人種分離を止めさせることに貢献した。
冷戦時代、対空ミサイルのナイキミサイルの基地がタウンシップ内にあった。

## 歴史的な建物
歴史的ウェインズボロ、郡橋第171号、クラモンド、クレスブルック農園、フェデラル納屋、グレートバレー・ミル、グリーンウッド農園、デイビッド・ハーバード邸、ラファイエットの宿泊所、スターリング少将の宿泊所、ストラフォード鉄道駅、バレーフォージ国定歴史公園、ジョセフ・ウォーカー邸、ウェザビー・ハンプトン・スナイダー・ウィルソン・アードマン・ログハウスがアメリカ合衆国国家歴史登録財に指定されている。さらに1926年から建設されたワートン・エシェリック・スタジオがアメリカ合衆国国定歴史建造物に登録されている。
その他の著名な建物は以下の通りである
- ダイアモンドロック・オクタゴナル、教室1部屋の学校、1818年建設
- 植民地時代のログハウスと小屋7棟
- ノックス屋根付橋、バレーフォージ公園
- 独立戦争の史跡: ウィリアム・アレクサンダー少将（スターリング卿）の宿所、ラファイエット公爵の宿所、アンソニー・ウェイン准将の宿所、チャールズ・コーンウォリス将軍の宿所、その他多くの将軍の宿所[3]
- 旧イーグル学校、1788年建設

## 地理
アメリカ合衆国国勢調査局に拠れば、領域全面積は19.9平方マイル (52 km2)であり、このうち陸地19.8平方マイル (51 km2)、水域は0.04平方マイル (0.10 km2)で水域率は0.15%である

## 地質
トレディフリンの岩層は古生代前期に積層されたものであり、主に変成岩でできている。グレートバレーでは石灰岩が露出していることが多く、18世紀には多くの石灰用キルンが建設された。町の北端には珪岩と砂岩（カンブリア紀チッキーズ層）の尾根であり、そこにはバレーフォージ山（あるいはミザリー山）がある、18世紀から19世紀半ばに石英の採石が行われた。

## 人口動態
2010年国勢調査時点での人種別人口構成は、非ヒスパニック白人83.3%、黒人3.3%、インディアン0.1%、アジア系9.8%、混血1.4%、ヒスパニック系2.2%となっていた
以下は2000年国勢調査による人口統計データである。
| 基礎データ - 人口: 29,062 人（2000年から9.7%成長） - 世帯数: 12,223 世帯 - 家族数: 7,834 家族 - 人口密度: 565.6人/km2（1,464.9 人/mi2） - 住居数: 12,551 軒 - 住居密度: 244.3軒/km2（632.6 軒/mi2） 人種別人口構成 - 白人: 90.88% - アフリカン・アメリカン: 2.84% - ネイティブ・アメリカン: 0.11% - アジア人: 5.12% - 太平洋諸島系: 0.01% - その他の人種: 0.29% - 混血: 0.74% - ヒスパニック・ラテン系: 1.20% 年齢別人口構成 - 18歳未満: 23.3% - 18-24歳: 4.7% - 25-44歳: 30.1% - 45-64歳: 27.2% - 65歳以上: 14.7% - 年齢の中央値: 40歳 - 性比（女性100人あたり男性の人口） - 総人口: 89.9 - 18歳以上: 86.7 | 世帯と家族（対世帯数） - 18歳未満の子供がいる: 29.0% - 結婚・同居している夫婦: 55.9% - 未婚・離婚・死別女性が世帯主: 6.2% - 非家族世帯: 35.9% - 単身世帯: 30.1% - 65歳以上の老人1人暮らし: 9.1% - 平均構成人数 - 世帯: 2.36人 - 家族: 2.99人 収入と家計 - 収入の中央値 - 世帯: 82,258米ドル（2007年推計では90,915ドル） - 家族: 105,183米ドル（2007年推計では121,809ドル） - 性別 - 男性: 76,393米ドル - 女性: 46,124米ドル - 人口1人あたり収入: 47,584米ドル - 貧困線以下 - 対人口: 3.7% - 対家族数: 2.2% - 18歳未満: 4.6% - 65歳以上: 2.8% |

## 政治
トレディフリン・タウンシップは7人の委員による行政委員会が統治している。委員は伝統的に共和党員で占められていたが、2005年に民主党員2人が当選し、タウンシップ300年の歴史で初の民主党委員となった。2010年7月時点での有権者登録では、共和党45%、民主党39%、独立系と第3政党16%となっていた。2008年の大統領選挙では、民主党候補者バラク・オバマに総投票数の58%を与えて共和党のジョン・マケインに対して勝利させ、前回大統領選挙とは大きく様変わりした。2012年の選挙でもミット・ロムニーがマケインに比べてかなり票を上積みしたが、それでもオバマが52%を獲得してトレディフリンを制した。

## 教育

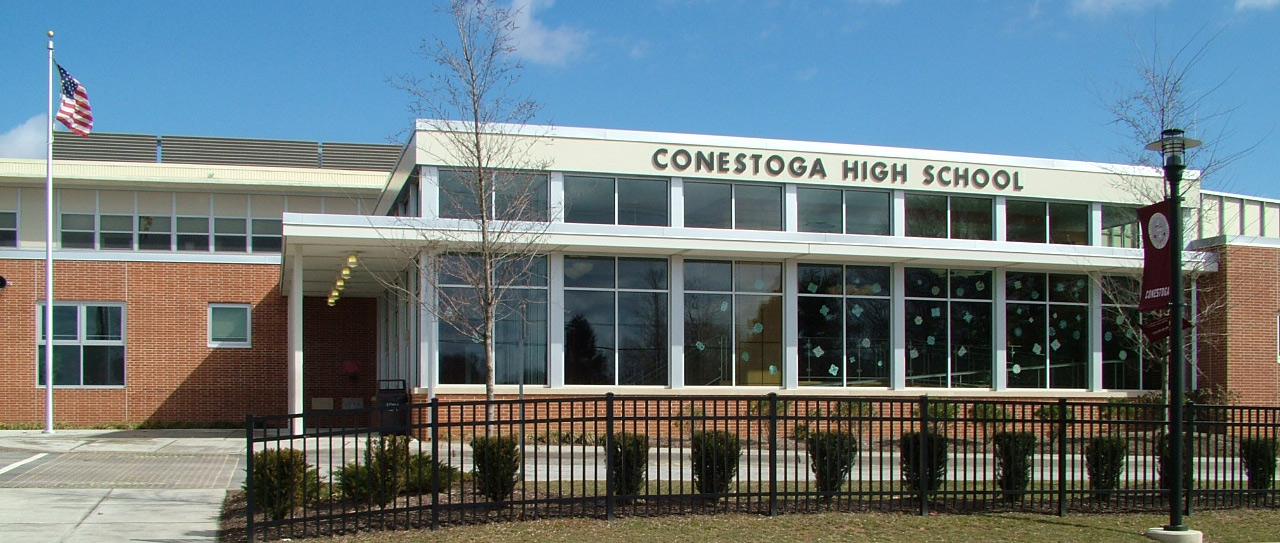
コーンストーガ高校

トレディフリン・タウンシップの児童生徒はトレディフリン/イーストタウン教育学区の学校に通っている。
高校はコーンストーガ高校である。
私立学校は以下のものがある。
- デラウェア・バレー・フレンズ学校、住所はパオリ
- デボン予備学校、6年生から12年生、住所はデボン
- ウッドリンド学校、住所はストラフォード
- ヘリテージ学校、予備学校、住所はウェイン
- バンガード学校、特殊教育学校、住所はパオリ

### 公共図書館
トレディフリン・タウンシップ図書館が、トレディフリン図書館とパオリ図書館を運営している。
トレディフリン図書館は1977年時点の床面積18,000平方フィート (1,700 m2) であり、ストラフォード地区にある。建設会社のミッチェル/ジウルゴラがこの図書館を設計した。南にある公園に面した円形劇場も備えている。単一の大きな読書室がある。建物は一端が大きな2階建てだが、もう一端は2階のみという造りである。1階にある洗面所、ワークルーム、事務室は主読書室がある建物とは別の構造になっている。この構造が本体から突き出た形になっている。雑誌「アーキテクチャル・レコード」はこの構造で「一般の玄関から直接読書室に行けるようになっている」と記している。
「アーキテクチャル・レコード」によると、トレディフリン図書館と、ワシントン大学法学校のコンドン・ホールに建てられたやはりミッチェル/ジウルゴラ設計の図書館は、共通の基本コンセプトがある。それは「直射日光を避けながら自然光を最良に取り込むことで、特有の感性を」見せており、「直ぐにわかる機能の組織」と「それが建てられている変化する条件に対応できる」ものになっている。